# (20495) Rimavská Sobota
20495 Rimavska Sobota (1999 PW4) – planetoida z pasa głównego asteroid okrążająca Słońce w ciągu 4,19 lat w średniej odległości 2,6 j.a. Odkryta 15 sierpnia 1999 roku.